# サンテックジャパン
株式会社サンテックジャパン（Sound Technology Japan,Inc.）は、かつて存在した日本の業務用カラオケコンテンツ・ゲームソフト開発会社。ゲーム開発事業では『里見の謎』を手がけた。
新潟県内に存在するサンテックジャパン（Suntec Japan）とは関係ない。

## 概要
社長は小澤夢生。小澤の実父は脚本家・劇作家・小説家・作詞家の小沢不二夫、実兄は沖縄タレントアカデミーの校長を務める小澤公平、妹は女優・歌手の水沢有美である。
1990年頃、株式会社サウンド・テクノロジー・ジャパンとして設立される。その後サンテックジャパンに改称された。
会社設立当初の会社所在地は東京都杉並区梅里で、ゲーム市場の参入でオフィスが手狭になったため1996年に千葉県館山市船形に移転し、2000年に千葉県鴨川市横渚に再度移転している。

## 沿革

### 創業
もともとは業務用のカラオケ事業（音楽製作）を手がける会社で、当初はレーザーディスク媒体中心の音源を作っていた。その後、通信カラオケのコンテンツ事業に主軸を移し、外部のミュージシャンや作曲家とディレクター契約をすることで1万曲以上のカラオケ曲を作り、主にJOYSOUNDに楽曲を提供していた。

### コンシューマーゲーム参入・撤退
業績が好調だったことから、1996年に社長自らが製作総指揮したプレイステーション用ゲーム『里見の謎』でコンシューマーゲーム業界に参入した。翌1997年には『10101〜“WILL”The Starship〜』を製作している。この2つのゲームは、ミュージシャンの三井一正や、Jフォースで多くのゲーム開発に携わった横塚英一郎を中心に開発が進められたもので、当時沖縄タレントアカデミー生徒だった島紘子にナレーションや主題歌を担当させ、沖縄タレントアカデミーの併設校でプログラマーやCGデザイナーなどを育成するマルチメディア学院の卒業生を製作スタッフに起用した。
しかし社内にゲームの開発環境に詳しい人物が少なく、あまりにも矛盾の多いシナリオや、貧相なゲーム内容・劣化したシステムを「新システム」と言い切って導入する等の要素から酷評を受けた。売上も芳しくなく業績は悪化し、1998年にコンシューマーゲーム市場から撤退する。
その後は本来のカラオケ事業を中心に経営していた。

### アダルトゲーム参入
カラオケブームの再燃などで業績がある程度回復した1999年、アダルトゲーム部門の子会社であるk'Night!やStudio TAKOを立ち上げ、いくつかのアダルトゲームを発売した。
2001年には自社のレコードレーベル会社（インディーズ）であるサンテックレコードを設立し、シンガーソングライターの音楽製作や販売等を手がけた。k'Night!とStudio TAKOを含む自社製のゲームの音楽製作やサウンドトラックも全てサンテックレコードが担当・販売していた。
k'Night!とStudio TAKOの設立については、広報担当の社員と思しき人物がサンテックレコードの活動用資金を集めるのが目的だった事をネット上でカミングアウトして物議を醸した。なおサンテックレコードの資金源という事もあり、1年間で最低4本以上のゲームを作ると宣言していた。

### ゲーム業界からの完全撤退
設立初期の頃は当時売れ筋商品だったギャルゲーを専門にリリースしていた。コンシューマーゲーム時代の失敗の教訓から、外注の人間にプログラムやシナリオを1本あたり50円～100円という格安で一任したことや、社長自らがゲーム中の背景の原画を描いていたことを社員が暴露している。ゲームによっては過去に同社が発売した『里見の謎』をゲーム内でクソゲー扱いするなど、自虐ネタをネット上やゲーム中で披露していた。アダルトゲームのスタッフには社長の他に『里見の謎』の製作に深く関わっていた横塚英一郎（イアラ・ラセ）を中心に運営され、原画には佐伯達也、シナリオには鏡なぎさ、音楽には紅林弥生などが起用されていた。
ゲーム製作は外注との意思疎通や連携が上手く行き届かず、発売延期を繰り返してなかなか発売できなかった。それなりの開発期間を要するアダルトゲームの制作期間を短縮しようとしており、『さよならの微笑み2』は4か月で開発を終了する予定で製作されたが、開発が大幅に長引いて1年4ヵ月も費やしている。
またゲームによってはCDの読取不良でフリーズが多発し、最初のインストールですらデータ不備でセットアップが出来なかったりした不良品もあるなど、ゲームとしての動作に関する基本的なトラブルを続出させた。アダルトゲームの製作と発売はあくまでもサンテックレコードの資金源の一つとしか捉えてなかったためユーザー対応の面でも問題があり、トラブル続出にもかかわらず対応が遅く、ユーザー補償に消極的な姿勢を見せていた。これによりユーザーとのトラブルが絶えず、加えて肝心のゲーム内容があまりに貧相だった事からユーザーの反感を買ってしまい、信用失墜によりファン離れが加速した。
売れ行き不振により2002年頃からは麻雀を主体としたテーブルゲーム系のアダルトゲームにジャンルを転換している。しかし外注製作による製作上のトラブルは続き、これが原因でわずかな本数のゲームしかリリース出来なかった上、会社の開発資金を予想以上に使って負債を多く出してしまった。一説にはゲーム予算が底を突き、サンテックレコードの資金を流用せざるを得なかったと言われる。
結局ヒットとは全く無縁で、資金源になるどころか度重なる失敗により、更なる負債を抱え込んだ。同社は会社の業務縮小を余儀なくされ、CD製作部門のサンテックレコードはかろうじて維持したものの、アダルトゲーム部門のk'Night!は2002年内、Studio TAKOは2003年内で活動休止し、ゲーム市場から完全撤退している。

### 倒産
ゲーム市場からの完全撤退後は、カラオケコンテンツと音楽CD製作のみに的を絞った。従来から定期的に開催していたサンテックレコード所属の歌手だった島紘子の小規模なインストアライブに加え、彼女と神田美智子との大型ジョイントライブを計画し、経営を立て直そうとした。しかし、ゲーム市場での失敗や子会社の業績悪化と撤退による負債が大きく響いたのに加え、本来の事業であるカラオケコンテンツも同業他社との競合や2003年頃からのカラオケブームの衰退の煽りをまともに受けて業績不振となってしまい、さらには沖縄タレントアカデミーなどスポンサーからの資金提供中止などトラブルが相次いだ。これが致命傷となって資金繰りが苦しくなったために経営が一段と悪化してしまう。そのため2004年初頭にはついにサンテックレコードの活動休止を余儀なくされ、頼みの綱だったジョイントライブも白紙になった。
サンテックレコードの活動休止後も、カラオケコンテンツの整理、会社の合理化や業務縮小などの経営努力を続けたものの万策尽き果て、ついに2004年6月29日をもって一切の業務を停止して破産申請と手続きを行い、子会社のサンテックレコードと共に倒産、消滅した。

## その他
1993年から1997年までミュージシャンの三井一正が同社とディレクター契約を結んでおり、社内スタッフとして数多くのカラオケ音源の作曲や製作を行っていた。彼は過去に、堀ちえみや岡田有希子などへの楽曲提供や、光栄から発売された『水滸伝・天命の誓い』などの作曲で活躍していた。その後、三井は同社の業績悪化により1998年で退社し、フリーランスでの作曲活動を経て現在は高木一正に改名し有限会社ヘルツを設立して作曲活動や音楽製作、後進への音楽指導に携わっている。
さらに1996年にはJフォース社員だった横塚英一郎も入社した。なお、2003年で退社している。
三井や横塚が社長より打診を受けて監督や脚本などを担当して製作されたのが『里見の謎』である。
1998年と2003年のゲーム事業からの撤退時、同社のゲーム開発スタッフの大半はアイディアファクトリーに移籍している。

## 発売ソフト
- サンテックジャパン名義
  - 里見の謎（1996年12月6日）
  - 10101〜“WILL”The Starship〜（1997年11月6日）
- k'Night!名義
  - さよならの微笑み（1999年3月19日）
  - みんと -微かに香る風を感じて-（2000年1月14日）
  - さよならの微笑み2～記憶の翼に魅せられて～（2001年7月19日）
  - 麻雀オールK’Night！シスターズ（2002年2月28日）
  - 萌萌♪パラダイス！（2002年内発売予定だったが、活動休止のため開発中止）
- Studio TAKO名義
  - 教えてご主人様ぁッ！（2002年7月26日）
  - サンバーン ～アイドルとサバイバル無人島という密室～（2003年5月16日）